# Lawazantiya
Lawazantiya war eine hethitische Stadt in Kizzuwatna, deren genaue Lage nicht bekannt ist, die aber im nordöstlichen Kilikien gelegen haben muss. Ein Vorschlag ist Sirkeli Höyük, das aber vermutlich eher mit Kummanni zu identifizieren ist, ein anderer Tatarli Höyük 30 km östlich von Sirkeli Höyük. Es war eine bedeutende Kultstadt und ist die Heimat der Grosskönigin Puduḫepa.
Nach hethitischen Texten lag Lawazantiya in Kizzuwatna an den Flüssen Alda und Tarmana, nicht allzu weit von Kummani.

## Geschichte
Die frühesten Erwähnungen der Stadt stammen aus der altassyrischen Handelskolonie in Kaniš, wo der Ort Luḫuzatia öfters erwähnt wird, welches nach gängiger Auffassung mit Lawazantiya identisch ist. G. Barjamovic hält Luḫuzatia und Lawazantiya für zwei verschiedene Ortschaften, wobei er ersteres in Elbistan lokalisiert.
Der hethitische Ort Laḫuwazantiya oder Lawazantiya wurde von Ḫattušili I. erobert und von hier startete er die Belagerung von Uršu. Sein Nachfolger Muršili I. kämpfte hier gegen die Hurriter und Telipinu musste einen Aufstand der Stadt unterdrücken. Später kam es zum Land Kizzuwatna und dessen König Palliya war auch Priester von Lawazantiya. Nach der Eroberung von Kizzuwatna wurde der Kultort wieder hethitisch. Bentipšarri war in Lawazantiya Priester der Göttin Šauška und hier heiratete seine Tochter Puduḫepa den Ḫattušili III.
Das Geschick der Stadt nach dem Untergang des hethitischen Reiches ist unbekannt. Sie wird erst wieder im Jahr 839 v. Chr. genannt, als der assyrische König Salmanassar III. in Kilikien einfiel und die Städte Lusanda und Kisuatni eroberte.

## Kultstadt
Lawazantiya war ein hurritisches Kultzentrum, in dem die Triade Šauška, Teššub und Ḫebat verehrt wurden. Daneben werden auch noch Šarruma, Tašmišu, Dakitu, die Muttergottheiten Ḫudena und Ḫudellurra sowie der Sonnengott Šimige genannt. Zum Kult gehörten auch die „sieben Quellen von Lawazantiya“. Zum ḫišuwa-Fest wurde Wasser des Flusses Alda nach Ḫattuša gebracht, um dort kultische Waschungen vorzunehmen.

## Einzelbelege
1. ↑  Albrecht Goetze: Kizzuwatna and the problem of Hittite geography (= Yale oriental Series. Researches. 22, ZDB-ID 1055415-4). Yale University Press u. a., New Haven CT 1940, S. 71 f.
2. ↑  Philo Hendrik Jan Houwink Ten Cate: The Luwian Population Groups of Lycia and Cilicia Aspera during the Hellenistic Period. Brill, Leiden 1961, S. 19, (Zugleich: Amsterdam, Universität, Dissertation, 1961).
3. ↑  Gojko Barjamovic: A Historical Geography of Anatolia in the Old Assyrian Colony Period. 2011, S. 133–143.
4. ↑  Volkert Haas: Geschichte der hethitischen Religion (= Handbuch der Orientalistik. Abt. 1: The Near and Middle East. 15). Brill, Leiden u. a. 1994, ISBN 90-04-09799-6, S. 581.